# Хрест Хоробрих (Польща)
Хрест Хоробрих (пол. «Krzyż Walecznych» повна назва пол. «Krzyż Walecznym na Polu Chwały») — військова нагорода Польщі. Заснована 11 серпня 1920 року.

## Історія
Ідея виникнення нагороди, якою могли б нагороджувати військових за виявлену хоробрість та особисту мужність у фронтових умовах, з'явилася в середині літа 1920 року під час польсько-радянської війни у командувачів фронтами генералів В. Івашкевича-Рудошанського (W.Iwaszkewicz) та М.Янушайтіса (M.Januszajtis), та була схвалена і прийнята Юзеф Пілсудський. За аналог взято нагороди —  «Георгіївський хрест» в російській армії, «Орден Слави» в радянській армії, французький «Військовий Хрест», «Залізний Хрест» в німецькій армії. «Хрестом Хоробрих» нагороджували:
- за мужність та відвагу, проявлені під час бойових дій у період польсько-радянської війни 1918-1920 років;
- за активну участь у Січневому повстанні 1863-1864 років;
- за активну участь у  Сілезькому та Великопольському повстаннях 1918-1921 років;
- за активну діяльність у зміцненні військової могутності держави.

11 серпня 1920 Радою Оборони II Речі Посполитої був заснований «Krzyż Walecznym na Polu Chwały», відомий як польський військовий «Krzyż Walecznych» або «Хрест Хоробрих».Право нагородження «Хрестом Хоробрих» належало Верховному Головнокомандувачу, при цьому, він міг делегувати право нагородження цією нагородою командирам військових з'єднань, право нагороджувати офіцерів було визначено за командувачами арміями, нагородження решти військовослужбовців, нижче рангом, за командирами дивізій та бригад. Це тимчасове право зберігалося до закінчення війни 1920 року і фактично діяло до серпня 1921 року. 
Пізніше компетенція нагородження цією нагородою перейшла до Міністра Військових Справ. Особа, нагороджене «Хрестом Хоробрих», зобов'язане було його носити завжди, і під час виконання службових обов'язків, і за межами служби. Кавалери «Хреста Хоробрих», користувалися певними державними пільгами: при отриманні земельних наділів, призначення на державну чи громадську службу, при присвоєнні стипендій у державних установах, військовослужбовці —  кавалери «Хреста Хоробрих» мали право на позачергове звання. 
Нагородження «Хрестом Хоробрих» відбувалося до чотирьох разів, причому, при повторних нагородженнях, замість самої відзнаки, нагородженому видавався металевий пасок з рельєфними дубовими листям для кріплення на стрічку, нагороджений «Хрестом Хоробрих» чотири рази, мав право носити відзнаку на стрічці з трьома металевими пасками.

## Період 1920-1939
Всього за період з 1920 по 1923 років було вироблено майже 40 тисяч нагороджень «Хрестом Хоробрих», з урахуванням повторних нагороджень. Найбільша кількість «Хрестів Хоробрих» було вручено солдатам Легіонів Польських - близько 8000 нагороджених, 1700 хрестів за бойові відзнаки отримали солдати 1-го Польського Корпусу та II Польського Корпусу в Росії, Польська Армія у Франції і Польська Військова Організація (POW) — по 1000 хрестів кожна. Найбільше число нагороджень заслужили солдати й офіцери 3 піхотного полку Легіонів Польських, котрі з 2452 отриманих хрестів мали 283 кавалерів, нагороджених чотириразово, 289 солдатів були нагороджені трикратно і 428 були удостоєні «Хреста хоробрих» повторно. «Хрестами Хоробрих» було нагороджено 100 ветеранів січневого повстання 1863 року, 1240 кавалерів «Хреста Хоробрих» — це громадяни іноземних держав. З організацій і міст був нагороджений місто Плоцьк — триразово і цвинтар вояків-добровольців з Америки. Останні нагородження «Хрестом Хоробрих» зразка 1920 року було проведені 29 травня 1923. 

## Період 1939-1945
З початком другої світової війни поновлюється нагородження польських військових «Хрестами Хоробрих», але вже з датою «1939», викарбуваних у Швейцарії, а пізніше і з датою «1940» — викарбуваних в Англії. Відомі також хрести, виготовлені в Палестині, Італії та інших країнах, з датами «1920» і без них, якими нагороджували польських солдатів, які воювали в складі союзницьких військ на Заході. Всього за період другої світової війни західним командуванням польських військ і лондонським урядом Польщі у вигнанні зроблено близько 25 тис. нагороджень поляків, що боролися на Заході. У 1943 році створене на території СРСР Військо Польське вступає в бої з німцями на боці Радянського Союзу і на прохання Союзу польських патріотів на московських підприємствах монетного двору викарбувано майже 11 тис. «Хрестів Хоробрих» за  довоєнним зразком, але з датою «1943», а потім без корони в орла з 1944 року. Вони згодом стали державною нагородою Польської Народної Республіки. Всього в Польській народній республіці з 1943 по 1992 роки зроблено майже 39 тис. нагороджень «Хрестом Хоробрих», причому з них майже 30 тис. припадають на роки другої світової війни. 
З 1992 року в III Польській Республіці відновлена карбування та нагородження «Хрестом Хоробрих» з колишньою, першою датою - «1920». Цими Хрестами не нагороджуються військовослужбовці Війська Польського, що входять до складу миротворців ООН, контингенту військ НАТО в Іраку, Афганістані.

## Опис

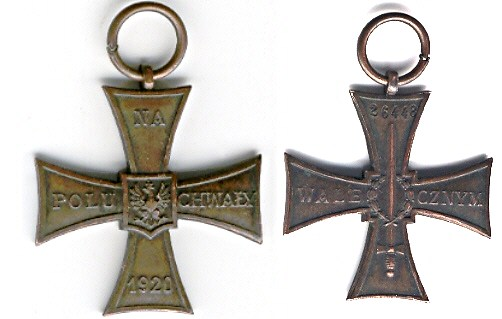

Нагорода являє собою хрест розмірами 44х44 мм, викарбуваний з міді. На аверсі хреста в центрі, на щиті знаходиться герб польського орла з короною. Поле щита покрито вертикальними смужками. На трьох променях хреста завдано девіз: «NA POLU CHWAŁY». На нижньому промені стоїть дата — 1920. На реверсі хреста —меч, спрямований вістрям вгору, обвитий по центру хреста двома гілками вінка з лаврових і дубових листків. На бічних променях реверсу хреста напис: «WALECZNYM».
Хрест за вушко кріпиться до кільця, на яке навішується муарова стрічка шириною 37 мм. Стрічка має темно-малиновий колір, по краях дві білі вертикальні смужки, по 8 мм кожна. Пасок, для відмінності повторних нагороджень, шириною 6 мм, з полірованими краями і з тисненням у вигляді дубового листя посередині. Пасок виготовлявся з міді. «Хрест Хоробрих» носитися на лівій стороні грудей, після хрестів «Virtuti Militari», хрестів ордена Відродження Польщі. 
Було п'ять випусків «Хреста Хоробрих». «Хрести Хоробрих» першої та другої партії існують лише в копіях. Мала частина оригіналів знаходиться в приватних колекціях. Третя партія хрестів була випущена в 1921 році в кількості 15.000 штук. Від хрестів другій партії ці відрізнялися лише розмірами: 36 мм х 36 мм.
Деякі дослідники вважають, що «малий хрест» призначався для нагородження медсестер та жіночого персоналу. Існує також версія, що «Хрест Хоробрих» мав бути дещо менший за розмірами, ніж військовий орден «Віртуті мілітарі». «Хрести Хоробрих» з датою «1920», але без серійного номера виготовлялися за індивідуальними замовленнями приватними майстрами. Кількість таких виробів не встановлено.  Вкрай рідко зустрічаються хрести з датами «1939» (для нагородження відзначилися учасників «оборонної» війни 1939 року) і «1940» (для нагородження учасників французької кампанії). Востаннє у 1960 році (карбувалися до 1989 року) Державний монетний двір у Варшаві розпочав офіційний випуск «Хрестів Хоробрих» з датою «1944». Хрести виготовлялися з міді. Розміри без урахування вушка 44х44 мм.

## Орденські планки
| Планки Хреста Хоробрих                                      | Планки Хреста Хоробрих                                      | Планки Хреста Хоробрих                                      | Планки Хреста Хоробрих                                         | Планки Хреста Хоробрих                                      | Планки Хреста Хоробрих |
| ----------------------------------------------------------- | ----------------------------------------------------------- | ----------------------------------------------------------- | -------------------------------------------------------------- | ----------------------------------------------------------- | ---------------------- |
| Планка Хреста, наданого вперше                              | Планка Хреста, наданого вдруге                              | Планка Хреста, наданого втретє                              | Планка Хреста, наданого вчетверте                              |                                                             |                        |
| Планка Хреста Війська Польського на Заході, наданого уперше | Планка Хреста Війська Польського на Заході, наданого вдруге | Планка Хреста Війська Польського на Заході, наданого втретє | Планка Хреста Війська Польського на Заході, наданого вчетверте | Планка Хреста Війська Польського на Заході, наданого уп'яте |                        |
| Планка Хреста, що вручався у ПНР                            |                                                             |                                                             |                                                                |                                                             |                        |